# Михаил Зошченко
 Тази статия е за руския писател.  За художника вижте Михаил Зошченко (художник).  
Михаѝл Миха̀йлович Зо̀шченко (на руски: Михаи́л Миха́йлович Зо́щенко) е руски писател.

## Биография
Михаил Зошченко е роден на 9 август (28 юли стар стил) 1894 година в Санкт Петербург в семейство с аристократичен произход, баща му е художникът Михаил Зошченко. Учи за кратко право в Санктпетербургския университет, но след началото на Първата световна война е мобилизиран, завършва офицерски курсове и служи на Източния фронт, като е раняван, получава различни отличия и достига звание щабс-капитан. През февруари 1917 година е уволнен от армията по здравословни причини – сърдечно заболяване, причинено от отравяне с газ на фронта.
През следващите месеци се издържа със случайни работи, а в началото на 1919 година се записва като доброволец в Червената армия, но скоро е уволнен като непригоден. През 1922 година започва да публикува в печата и скоро придобива известност като автор на сатирични разкази. През 30-те години е сред най-популярните руски автори, като се ориентира към по-дълги текстове, като завършената през войната повест „Пред изгрев слънце“, която самият той смята за най-важното си произведение.
След влизането на Съветския съюз във Втората световна война през 1941 година, Зошченко е евакуиран в Москва, а след това в Алмати. През този период пише множество пропагандни текстове, най-популярна сред които е книгата за деца „Разкази за Ленин“. Въпреки това през 1946 година изпада в немилост, критикуван от висшия комунистически функционер Андрей Жданов, и през следващите години се прехранва с обущарство и случайни преводи. След смъртта на Йосиф Сталин през 1953 година е частично реабилитиран, но след отказа му да признае нападките срещу себе си отново остава без работа.
Михаил Зошченко умира на 22 юли 1958 година в Сестрорецк.